# Syrphoctonus alternatus
Syrphoctonus alternatus là một loài tò vò trong họ Ichneumonidae.